# Escuela de Artillería (Argentina)
La Escuela de Artillería "Tte. Grl. Eduardo Lonardi" (Ec A) es una unidad de artillería del Ejército Argentino con asiento en la Guarnición de Ejército "Campo de Mayo".

## Historia

### Creación
La Escuela de Artillería fue creada el 11 de octubre de 1924 en la Guarnición Militar Campo de Mayo. En 1949, fue trasladada a la guarnición Córdoba.

### «Revolución Libertadora»
El 16 de septiembre de 1955, la Escuela de Artillería y la Escuela de Tropas Aerotransportadas bajo el mando del general Eduardo Lonardi fue uno de los detonantes del golpe de Estado autodenominado «Revolución Libertadora», contra el presidente constitucional Juan Domingo Perón. Su primer movimiento fue atacar la Escuela de Infantería, que era leal al Gobierno. Tras derrotar a esta unidad, los artilleros marcharon a Córdoba y tomaron la ciudad ya que el comandante de la 4.ª División de Ejército se replegó a Alta Gracia.
Durante los enfrentamientos con la Escuela de Infantería, murió el conscripto Irineo Castro de la Escuela de Artillería. También, las fuerzas golpistas de la propia unidad asesinaron al coronel Ernesto Félix Frías.
El 22 de marzo de 1959, la Escuela recibió el nombre histórico «Teniente General Eduardo Lonardi». Luego, el 31 de diciembre de 1960, adoptó la denominación de «Centro de Instrucción de Artillería». En 1964 se establece la Escuela de Artillería, el Grupo de Artillería 141 y el Grupo de Artillería Paracaidista 4. Poco tiempo después se cambia a Campo de Mayo.
El 21 de mayo de 1976, el Comando General del Ejército creó la Zona de Defensa 4 bajo el mando de los Institutos Militares, en el marco de la intensificación del régimen terrorista de Estado. Cada unidad de instrucción recibió un área determinada bajo su responsabilidad. La Escuela de Artillería estuvo a cargo del Área 440, con jurisdicción en el partido de San Fernando de la provincia de Buenos Aires.

### Guerra de las Malvinas
En los primeros días de abril de 1982, la Escuela de Artillería envió efectivos y personal al Grupo de Artillería 3 (GA 3), que había partido en tren hacia el sur por la guerra de las Malvinas. Los artilleros se incorporaron a la unidad en la Estación Martín Coronado y constituyeron la Batería «C» del GA 3.

### Paso de los Libres
En 1992, la Escuela de Artillería mudó su base a la Guarnición de Ejército «Paso de los Libres», Provincia de Corrientes, formando el Grupo de Artillería 3-Escuela (GA 3 Ec), compartiendo sus instalaciones.
Hoy en día la Escuela de Artillería mantiene su emplazamiento en Campo de Mayo bajo la dependencia de la Dirección de Educación Operacional (DEOP), Dirección General de Educación "Tte. Grl. Pablo Ricchieri" (DGM) (ex Comando de Educación y Doctrina).

## Actividad operacional
La Ec A dicta una serie de cursos de perfeccionamiento del arma de artillería del Ejército. Asimismo, dicta el curso conjunto de coordinación del apoyo de fuego a efectivos de artillería de la Infantería de Marina (IMARA) y la Fuerza Aérea Argentina.